# Alambic à colonne
 (juillet 2017).
Si vous disposez d'ouvrages ou d'articles de référence ou si vous connaissez des sites web de qualité traitant du thème abordé ici, merci de compléter l'article en donnant les références utiles à sa vérifiabilité et en les liant à la section « Notes et références ».

Schéma d'un alambic à colonne.

Un alambic à colonne est un type d'alambic. Connu comme Coffey still en anglais, il est typiquement utilisé dans la distillation de whisky de grain. Il fut perfectionné par Aeneas Coffey en 1830, un inventeur et inspecteur des douanes irlandais, et fut utilisé par la suite pour la production de Scotch whisky, et dans les Antilles françaises pour le Rhum Agricole avec la colonne créole,.
l'alambic à colonne est aussi utilisé dans la distillation de plantes et d'huiles essentielles.
Un alambic à colonne est composé de :
- un coupe, qui empêche que la vapeur de s'échapper ;
- une colonne , dans laquelle est placé l'élément à distiller ;
- un seau de serpentin, dans lequel la vapeur se condense en produit distillé ;
- une cuve, qui recueille le produit distillé.

## Législation Française
En France, l’acquisition et la détention d’un alambic sont strictement encadrées par le Code général des impôts (CGI). Conformément à l’article 306 du CGI, seuls les professionnels pouvant justifier d’un usage légitime dans le cadre de leur activité — tels que les exploitants de distilleries, les distillateurs ambulants, les producteurs d’huiles essentielles ou encore certains professionnels du secteur chimique — peuvent être autorisés à acquérir un alambic.
Les particuliers, sauf à démontrer une nécessité professionnelle avérée, ne peuvent obtenir une telle autorisation. Cette restriction vise à encadrer la production d’alcool et à prévenir les usages non réglementés.
Par ailleurs, les modalités précises d’acquisition, de détention et d’usage des alambics sont également régies par les articles 50 A et suivants de l’annexe IV du Code général des impôts, qui détaillent les formalités administratives et les obligations déclaratives afférentes.